# Oxalá

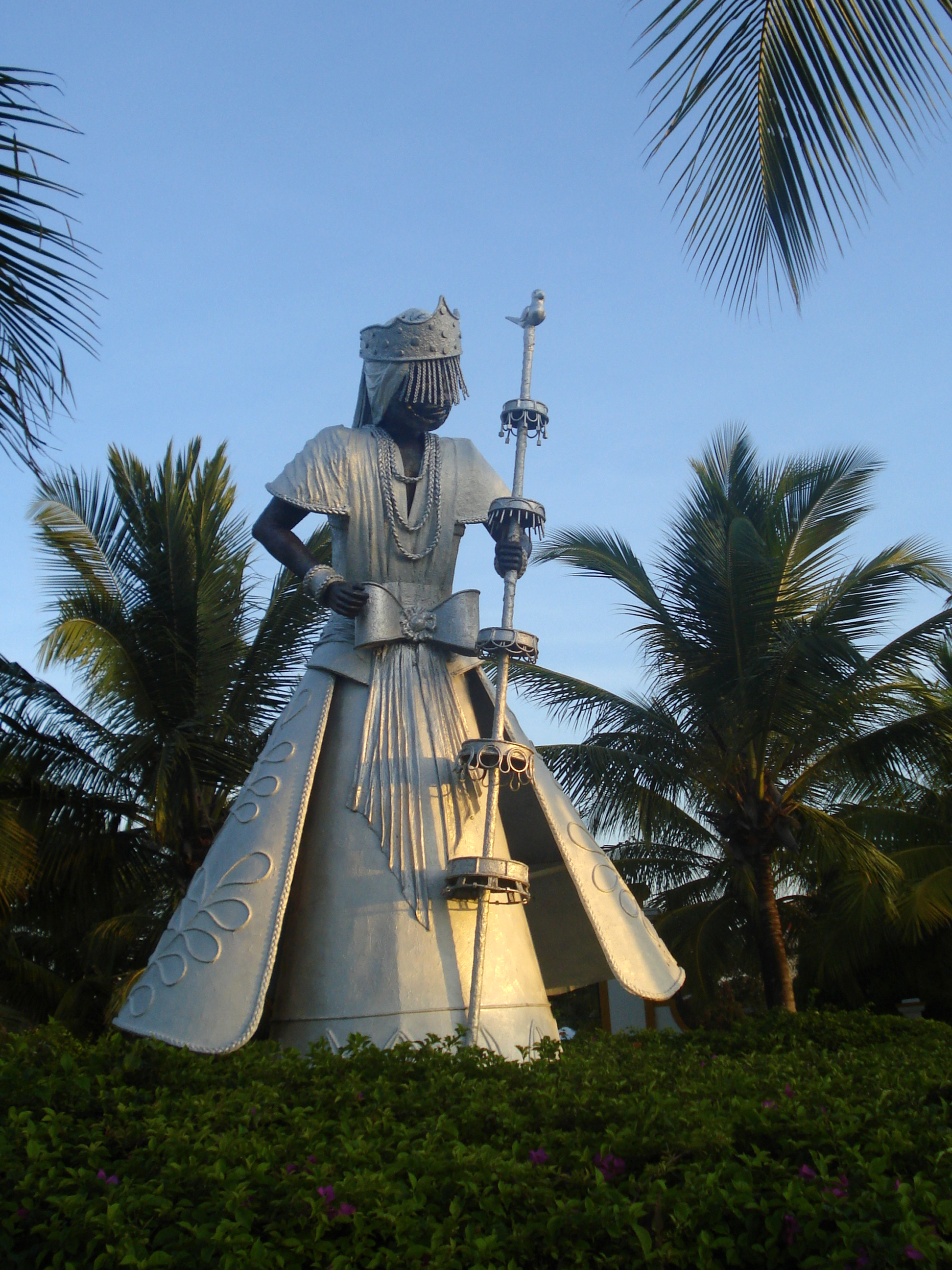
Staty av Oxalá i Costa do Sauípe, Bahia.

I den afro-brasilianska candomblékulten bland ättlingarna till yorubaslavarna är Oxalá eller Oshala en fredsgud, fader till de andra gudarna.
I candomblékultens mix av afrikanskt och katolskt framträder Oxalá som Kristus på korset med drag av den västafrikanske guden Orisha-Nla